# Томілкіно
Томі́лкіно (рос. Томилкино, марій. Томилансола) — присілок у складі Гірськомарійського району Марій Ел, Росія. Входить до складу Кузнецовського сільського поселення.

## Населення
Населення — 45 осіб (2010; 44 у 2002).
Національний склад (станом на 2002 рік):
- марі — 100 %